# منطقة ستوبينسكي
ستوبينو رايون (الروسية: Ступинский район) هي إحدى المناطق الإدارية في موسكو أوبلاست. مركزها الإداري هو مدينة ستوبينو.
تقع ستوبينو رايون على بعد 100 كم جنوب موسكو وتبلغ مساحتها 1708 كيلومترا مربعا.

ستوبينو رايون على خريطة موسكو أوبلاست

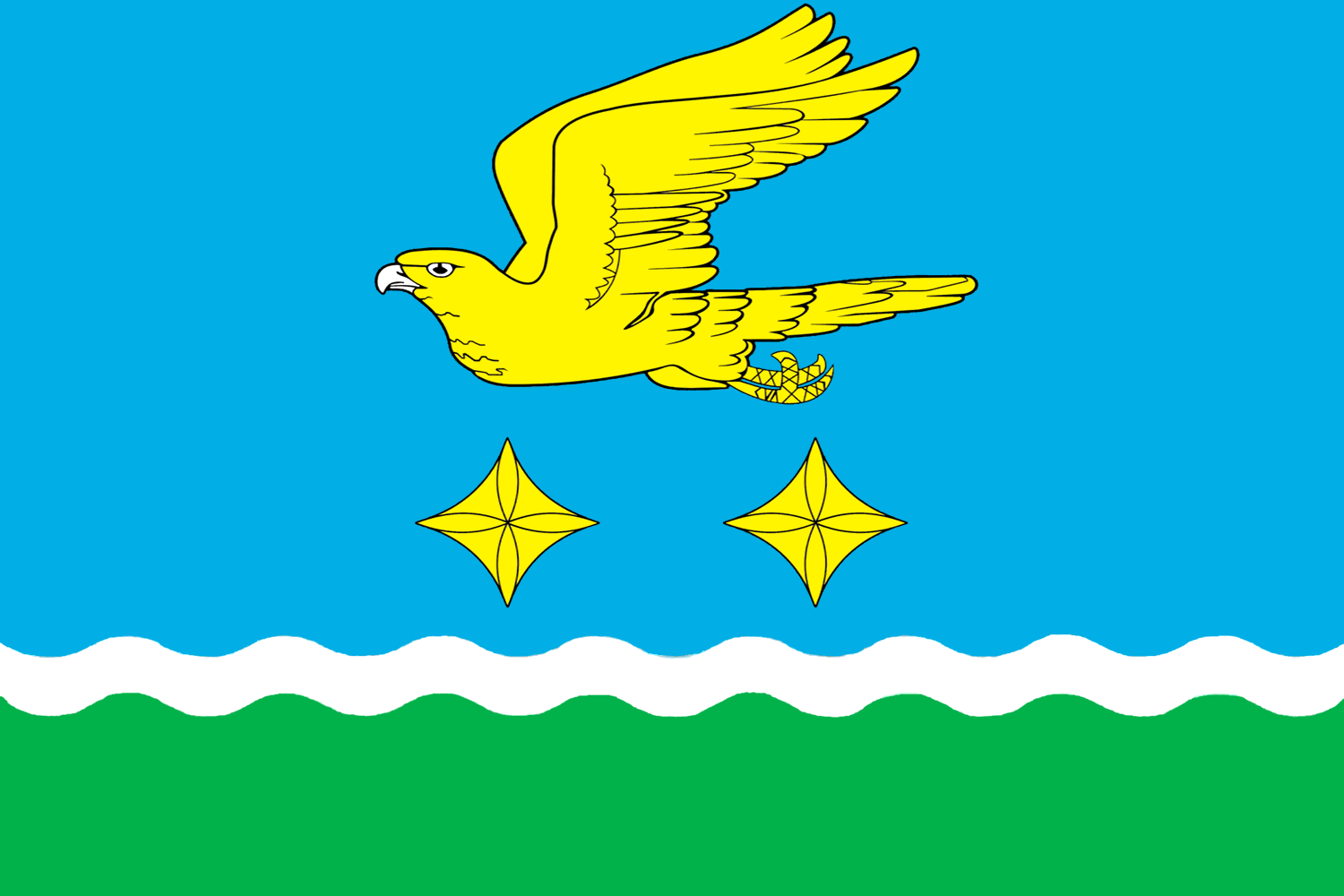
علم ستوبينو رايون